# Транспозиция (математика)
Транспозиция — перестановка множества, меняющая местами два его элемента.

## Определение
Транспозицией конечного множества {\displaystyle X=\{a_{1},a_{2},\ldots ,a_{n}\}} называется такая его перестановка {\displaystyle f}, то есть биекция из {\displaystyle X} в {\displaystyle X}, что существуют такие индексы {\displaystyle i} и {\displaystyle j}, что {\displaystyle f(a_{i})=a_{j}}, {\displaystyle f(a_{j})=a_{i}} и {\displaystyle f(a_{k})=a_{k}} для всех остальных индексов {\displaystyle k}.
Транспозиция называется элементарной, если индексы {\displaystyle i} и {\displaystyle j} — соседние.
Транспозиция является частным случаем циклической перестановки и часто обозначается символом {\displaystyle (a_{i},a_{j})} или {\displaystyle (a_{j},a_{i})}.

## Пример
Перестановка {\displaystyle f} множества {\displaystyle X=\{a,b,c,d,e\}}, заданная правилом
{\displaystyle f(a)=a,\ f(b)=e,\ f(c)=c,\ f(d)=d,\ f(e)=b,}
является транспозицией и записывается символом {\displaystyle (b,e)}.

## Свойства
Любая перестановка конечного множества может быть представлена в виде композиции элементарных транспозиций.
Знак перестановки может быть вычислен из разложения перестановки в произведение транспозиций: {\displaystyle \operatorname {sgn}(\sigma )=(-1)^{m}}, где {\displaystyle m} — число транспозиций в разложении.